# Neolamprologus prochilus
Neolamprologus prochilus es una especie de peces de la familia Cichlidae en el orden de los Perciformes.

## Morfología
Los machos pueden llegar alcanzar los 17 cm de longitud total.

## Distribución geográfica
Es endémico del sur del lago Tanganika (África Oriental).